# Anilocra
Anilocra es un género de crustáceo isópodo marino de la familia Cymothoidae.

## Especies
Las especies de este género son:
- Anilocra abudefdufi Bunkley-Williams & Williams, 1981
- Anilocra acanthuri  Bunkley-Williams & Williams, 1981
- Anilocra acuminata  Haller, 1880
- Anilocra acuta  Richardson, 1910
- Anilocra alloceraea  Koelbel, 1879
- Anilocra amboinensis  Schioedte & Meinert, 1881
- Anilocra angeladaviesae  Welicky & Smit, 2019
- Anilocra ankistra  Bruce, 1987
- Anilocra apogonae  Bruce, 1987
- Anilocra atlantica  Schioedte & Meinert, 1881
- Anilocra australis  Schioedte & Meinert, 1881
- Anilocra brillae  Welicky, Hadfield, Sikkel & Smit, 2017
- Anilocra bunkleywilliamsae  Welicky & Smit, 2019
- Anilocra capensis  Leach, 1818
- Anilocra caudata  Bovallius, 1887
- Anilocra cavicauda  Richardson, 1910
- Anilocra chaetodontis  Bunkley-Williams & Williams, 1981
- Anilocra chromis  Bunkley-Williams & Williams, 1981
- Anilocra clupei  Williams & Bunkley-Williams, 1986
- Anilocra coxalis  Schioedte & Meinert, 1881
- Anilocra dimidiata  Bleeker, 1857
- Anilocra elviae  Winfield, Álvarez & Ortiz, 2002
- Anilocra frontalis  H. Milne Edwards, 1840
- Anilocra gigantea  (Herklots, 1870)
- Anilocra grandmaae  Aneesh, Hadfield, Smit & Kumar, 2021
- Anilocra guinensis  Bovallius, 1887
- Anilocra hadfieldae  Welicky & Smit, 2019
- Anilocra haemuli  Bunkley-Williams & Williams, 1981
- Anilocra hedenborgi  Bovallius, 1887
- Anilocra holacanthi  Bunkley-Williams & Williams, 1981
- Anilocra holocentri  Bunkley-Williams & Williams, 1981
- Anilocra huacho  Rokicki, 1984
- Anilocra ianhudsoni  Welicky & Smit, 2019
- Anilocra jovanasi  Welicky & Smit, 2019
- Anilocra koolanae  Bruce, 1987
- Anilocra laevis  Miers, 1878
- Anilocra leptosoma  Bleeker, 1857
- Anilocra longicauda  Schioedte & Meinert, 1881
- Anilocra marginata  (Bleeker, 1857)
- Anilocra meridionalis  Searle, 1914
- Anilocra monoma  Bowman & Tareen, 1983
- Anilocra montti  Thatcher & Blumenfeldt, 2001
- Anilocra morsicata  Bruce, 1987
- Anilocra myripristis  Bunkley-Williams & Williams, 1981
- Anilocra nemipteri  Bruce, 1987
- Anilocra occidentalis  Richardson, 1899
- Anilocra partiti  Bunkley-Williams & Williams, 1981
- Anilocra paulsikkeli  Welicky & Smit, 2019
- Anilocra physodes  (Linnaeus, 1758)
- Anilocra pilchardi  Bariche & Trilles, 2006
- Anilocra plebeia  Schioedte & Meinert, 1881
- Anilocra pomacentri  Bruce, 1987
- Anilocra prionuri  Williams & Bunkley-Williams, 1986
- Anilocra recta  Nierstrasz, 1915
- Anilocra rhodotaenia  Bleeker, 1857
- Anilocra rissoniana  (Leach, 1818)
- Anilocra soelae  Bruce, 1987
- Anilocra tropica  Avdeev, 1977